# Hirudocidaris
Hirudocidaris is een geslacht van uitgestorven zee-egels uit de familie Echinoidea.

## Soorten
- Hirudocidaris hirudo (Sorignet, 1850)